# Ignace Pierre XVI Batanian
Ignace Pierre XVI, né Louis Batanian à Mardin en Turquie le 15 février 1899 et mort à Bzoummar au Liban le 9 octobre 1979, est un haut ecclésiastique qui est patriarche de Cilicie des Arméniens et donc patriarche de l'Église catholique arménienne.

## Biographie
Il naît dans une famille d'Arméniens de Turquie et est ordonné prêtre le 29 juin 1921. Il est nommé archéparque (archevêque) de Mardin le 5 août 1933, puis d'Alep le 6 décembre 1952. Le 10 août 1940, Ignace est nommé archevêque titulaire de Gabula.
En 1959, il est appelé au siège patriarcal de Bzoummar comme vicaire patriarcal et nommé archevêque titulaire de Colonia-en-Arménie (de). Après la démission de Grégoire-Pierre XV Agagianian, il est élu patriarche des Arméniens catholiques le 4 septembre 1962 et confirmé par le Saint-Siège le 15 novembre suivant. En mémoire de son prédécesseur au siège de Mardin, le bienheureux Ignace Choukrallah Maloyan, il prend le nom d'Ignace auquel il ajoute, comme il est de tradition pour des patriarches arméniens, celui de Pierre. 
Il travaille infatigablement pour la cause arménienne. Il est témoin des premières années de la guerre civile libanaise. En 1965, il est le premier patriarche arménien à se rendre en Arménie soviétique. Il se retire du patriarcat en 1976 et meurt le 9 octobre 1979.